# Skytte vid olympiska sommarspelen 2012 - Herrarnas dubbel trap
Herrarnas dubbel trap vid olympiska sommarspelen 2012 ägde rum den 2 augusti 2012 i Royal Artillery Barracks.

## Medaljörer
| Event              | Guld                   | Silver                 | Brons                  |
| 10 meter luftgevär | Peter Wilson (GBR) 188 | Håkan Dahlby (SWE) 186 | Vasily Mosin (RUS) 185 |

## Kvalificeringsrunda
| Placering | Idrottare           | Land                    | A              | B              | C              | Totalt         | Noteringar     |
| --------- | ------------------- | ----------------------- | -------------- | -------------- | -------------- | -------------- | -------------- |
| 1         | Peter Wilson        | Storbritannien          | 48             | 48             | 47             | 143            | Q              |
| 2         | Vasily Mosin        | Ryssland                | 48             | 45             | 47             | 140            | Q              |
| 3         | Fehaid Al-Deehani   | Kuwait                  | 47             | 47             | 46             | 140            | Q              |
| 4         | Vitaly Fokeev       | Ryssland                | 44             | 48             | 47             | 139            | Q              |
| 5         | Håkan Dahlby        | Sverige                 | 45             | 46             | 46             | 137            | Q              |
| 6         | Richárd Bognár      | Ungern                  | 44             | 49             | 44             | 137            | Q              |
| 7         | Rashid Al-Athba     | Qatar                   | 43             | 46             | 47             | 136            |                |
| 8         | Francesco D'Aniello | Italien                 | 48             | 44             | 44             | 136            |                |
| 9         | William Chetcuti    | Malta                   | 43             | 47             | 45             | 135            |                |
| 10        | Li Jun              | Kina                    | 40             | 47             | 47             | 134            |                |
| 11        | Ronjan Sodhi        | Indien                  | 48             | 44             | 42             | 134            |                |
| 12        | Richard Faulds      | Storbritannien          | 39             | 46             | 48             | 133            |                |
| 13        | Juma Al-Maktoum     | Förenade Arabemiraten   | 42             | 45             | 46             | 133            |                |
| 14        | Hu Binyuan          | Kina                    | 42             | 48             | 43             | 133            |                |
| 15        | Alistair Davis      | Sydafrika               | 43             | 43             | 46             | 132            |                |
| 16        | Joshua Richmond     | USA                     | 44             | 42             | 45             | 131            |                |
| 17        | Filipe Fuzaro       | Brasilien               | 44             | 44             | 43             | 131            |                |
| 18        | Daniele Di Spigno   | Italien                 | 43             | 46             | 42             | 131            |                |
| 19        | Ahmed Al-Hatmi      | Oman                    | 37             | 46             | 46             | 129            |                |
| 20        | Russell Mark        | Australien              | 43             | 41             | 44             | 128            |                |
| 21        | José Torres Laboy   | Puerto Rico             | 41             | 43             | 43             | 127            |                |
| 22        | Walton Eller        | USA                     | 41             | 43             | 42             | 126            |                |
| 23        | Anton Glasnović     | Kroatien                | 38             | 34             | 42             | 114            |                |
| DNS       | Sergio Pinero       | Dominikanska republiken | Startade inte. | Startade inte. | Startade inte. | Startade inte. | Startade inte. |

## Final
| Placering | Skytt                   | Kval | Final | Totalt | Spel om bronset |
| --------- | ----------------------- | ---- | ----- | ------ | --------------- |
| 1         | Peter Wilson (GBR)      | 143  | 45    | 188    |                 |
| 2         | Håkan Dahlby (SWE)      | 137  | 49    | 186    |                 |
| 3         | Vasily Mosin (RUS)      | 140  | 45    | 185    | 2               |
| 4         | Fehaid Al-Deehani (KUW) | 140  | 45    | 185    | 1               |
| 5         | Vitaly Fokeev (RUS)     | 139  | 45    | 184    |                 |
| 6         | Richárd Bognár (HUN)    | 137  | 45    | 182    |                 |